# Elizabeth Twining
Elizabeth Twining (ur. 10 kwietnia 1805 w Londynie, zm. 24 grudnia 1889) – brytyjska botaniczka, malarka, ilustratorka i działaczka społeczna.

## Życiorys
Urodzona 10 kwietnia 1805 r. w Londynie, jako jedno z dziewięciorga dzieci bankiera i kupca herbacianego Richarda Twininga (1772-1857) i jego żony Elizabeth Mary z domu Smythies (ok. 1780-1866). Wykształcona w domu, kilkukrotnie podróżowała po kontynencie. Autorka licznych książek poświęconych roślinom kwitnącym oraz książek poświęconych tematyce religijnej i społecznej. Najbardziej jest znana za sprawą dwutomowej pracy Ilustracje naturalnego porządku roślin (ang. Illustrations of the Natural Orders of Plants), jednak księga ta wykorzystywała raczej klasyfikację roślin Alphonse’a de Candolle’a niż klasyfikację Karola Lineusza. Jej ilustracje znajdują się w zbiorach British Museum. Od młodości zaangażowała się w nauczanie, ze szczególnym zainteresowaniem edukacją ubogich. Należała do sekcji żeńskiej Church of England Temperance Society. Po śmierci rodziców przeniosła się do rodzinnej rezydencji Dial House w Twickenham, a w pobliżu założyła szpital św. Jana. Była zwolennikiem kampanii na rzecz praw kobiet.